# Renato Bruson

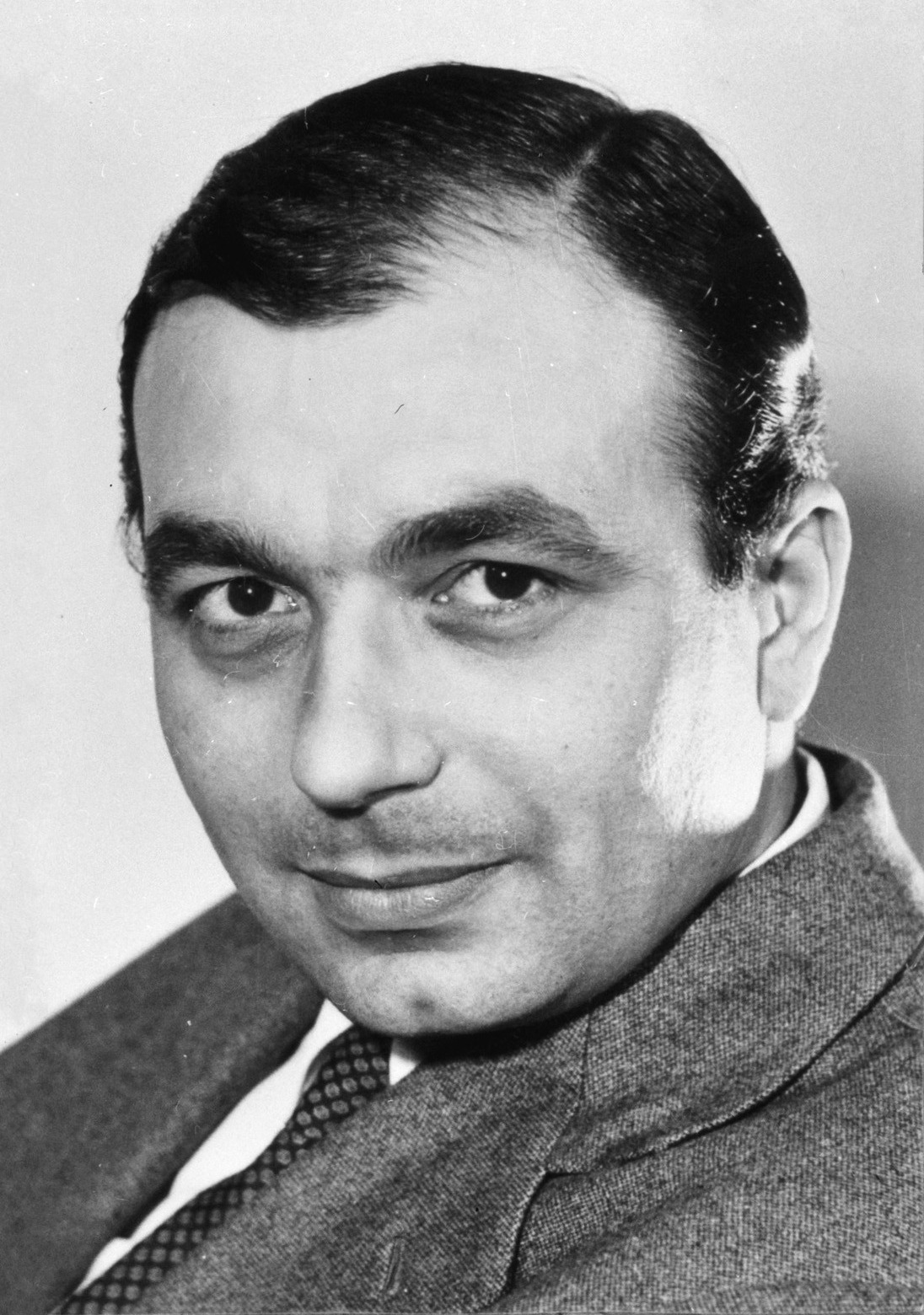
Renato Bruson 1965

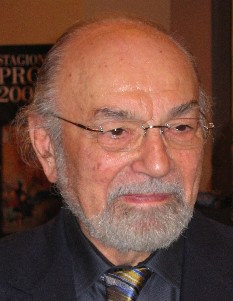
Renato Bruson im November 2008

Renato Bruson (* 13. Januar 1936 in Granze bei Padua im Veneto) ist ein italienischer Opernsänger (Bariton), der vor allem für seine Verdi- und Donizetti-Interpretationen bekannt ist.

## Leben
Bruson sang schon als Kind im Kirchenchor und studierte Gesang am Konservatorium in Padua bei Elena Fava Ceriati mit einem Stipendium, von seiner dem ablehnend gegenüberstehenden Familie kaum unterstützt. Sein Operndebüt hatte er in der Rolle des Conte di Luna in Giuseppe Verdis Oper Il trovatore im „Teatro Lirico Sperimentale“ 1961 in Spoleto, wo er zuvor den Wettbewerb gewann. Im Jahr darauf sang er den Riccardo in Vincenzo Bellinis Oper I puritani in der Oper in Rom.
1969 gab er sein Debüt als Enrico in Gaetano Donizettis Lucia di Lammermoor an der Metropolitan Opera in New York, wo er auch in Il trovatore sang. 1970 begann seine jahrzehntelange Zusammenarbeit mit dem Dirigenten Riccardo Muti in Giuseppe Verdis Ein Maskenball im Teatro Comunale in Florenz. Sein Debüt an der Scala in Mailand erfolgte erst 1972 als Antonio in Donizettis Linda di Chamounix. Beim Vorsingen 1963 lehnte man ihn mit den Worten ab, er könne zwar gut singen, habe aber keine Persönlichkeit. Ebenfalls 1972 gab er den Ezio in Verdis Attila im Edinburgh International Festival und sein Debüt im Royal Opera House Covent Garden 1975 mit dem Renato (Graf René Ankerström) in der Oper Ein Maskenball unter Claudio Abbado, wo er mit großem Erfolg Piero Cappuccilli ersetzte.
Mit seinem Londoner Falstaff von Verdi unter Carlo Maria Giulini gastierte er auch in Florenz und Los Angeles. Sein Debüt an der Wiener Staatsoper hatte er 1977 mit der Oper Die Macht des Schicksals von Verdi. 1978 sang er dort die Titelrolle in Verdis Oper Macbeth. In Wien hatte er so großen Erfolg, dass er zum Kammersänger ernannt wurde. Er trat dort fast jährlich auf. In den 1980er-Jahren begann er sein Repertoire, das ihn bis dahin vor allem als Interpreten von Verdi und Donizetti bekannt gemacht hatte, zu ergänzen: Er sang Mozarts Don Giovanni und im Bereich des Verismo in Umberto Giordanos Oper Andrea Chénier.
Unter Kritikern gilt er als einer der besten Interpreten der Titelrolle der Oper Rigoletto seit Tito Gobbi und wird wegen seiner eleganten und ausdrucksstarken Phrasierung, seinem samtenen Ton ebenso geschätzt wie für seine Darstellungskünste und seine musikalische Intelligenz.
Bruson ist bekannt für sein kollegiales und unprätentiöses Verhalten, wobei er bei der Arbeit mit Regisseuren kompromisslos ist und keine weit hergeholten Experimente mitmacht, was ihm auch den Ruf eingebracht hat, schwierig zu sein. Da der Sänger Routine ablehnt, war er auch stets bereit, neue und selten gespielte Rollen auch für wenige Aufführungen zu lernen, wie etwa den  Cristoforo Colombo für eine CD-Produktion des Hessischen Rundfunks 1992 in der gleichnamigen Oper von Alberto Franchetti oder den Stankar in Verdis Stiffelio, den er extra für Aufführungen an der Wiener Staatsoper 1996 neu einstudierte. Neben seiner Operntätigkeit ist er auch als Liedsänger hervorgetreten. Er ist einer der letzten Vertreter der großen italienischen Bariton- und Belcantotradition des 20. Jahrhunderts.
Renato Bruson ist mit der Bühnenbildnerin Tita Tegano verheiratet.

## Ehrungen und Preise
- Ehrendoktor der Universität Urbino
- Ehrenbürgerschaft von Parma, Ortona (der Geburtsstadt von Francesco Paolo Tosti, von dem er viele Werke interpretierte), Palmi (Geburtsstadt von Francesco Cilea)
- Ehrenmitgliedschaft der Donizetti Society von London
- Cavaliere di Gran Croce der Republik Italien
- Kammersänger-Titel der Wiener Staatsoper sowie Ehrenmitgliedschaft (1996 nach seinem 150. Auftritt dort)
- Orphée d’or der französischen Académie du disque Lyrique für seine Luisa Miller auf der Deutschen Grammophon 1980.